# Judith Bakirya
Judith Bakirya é uma agricultora e empresária ugandense, e pioneira do agronegocio de permacultura em Uganda. Fundou a Busaino Fruits and Trees (Bufruit), um agronegócio voltado para a permacultura e agroturismo, onde trabalham mais de 1.250 famílias locais, sendo as mulheres a maioria dos colaboradores. Foi classificada como uma das 100 mulheres mais inspiradoras do mundo, pela BBC 100 Women, no ano de 2019.

## Biografia
Bakirya nasceu em Uganda, em uma família de agricultores. Com seu bom desempenho na escola primária, ganhou uma bolsa de estudos para a escola secundária na Mt St Mary's College, em Namagunga.
Através de uma bolsa de estudos, fez mestrado em Saúde e Desenvolvimento na Universidade de Birmingham, no Reino Unido.
Depois de formada, trabalhou por alguns anos em uma Ong britânica. No ano de 2000, retornou para Uganda, com desejo de trabalhar com agricultura. Conseguiu um empréstimo com a Associação de Crédito e Poupança da Aldeia, comprou uma fazenda com 1.064 hectares e abriu a Busaino Fruits and Trees, uma empresa agroecologia.
Em 2014, ganhou o prêmio nacional de Melhores Agricultores, patrocinada pela Embaixada da Holanda da Uganda. Bakirya passou a ser convidada para participar de feiras e exposições agropecuárias na Holanda, como a The Source of the Nile Agriculture Show. Aproveitou essa visibilidade para abordar a situação da mulher ugandense, como a dificuldade de adquirir terras, de ter acesso a educação e a violência doméstica.
Criou um Centro de Exposições de Medicina e Cultura Tradicional; e, no ano de 2017, criou o Instituto Nacional de Agroturismo, ambas em Jinja. Também trabalha junto a pequenos agricultores da região, ensinando o método de agricultura que preserva o meio ambiente, sem desperdícios; a organizar uma poupança e conseguir crédito para financiamentos.

## Prêmios
- Best Farmers (2014).[1]
- BBC 100 Women (2019).[3]